# Сан-Кріштован-і-Сан-Лоренсу
Сан-Кріштован-і-Сан-Лоренсу (порт. São Cristóvão e São Lourenço; МФА: [ˈsɐ̃w kɾɨʃ.ˈtɔ.vɐ̃w i ˈsɐ̃w ɫo.ˈɾẽ.su]) — парафія в Португалії, у муніципалітеті Лісабон. Розташована в західній частині країни, на теренах історичної португальської провінції Ештремадура. Входить до складу округу Лісабон. За адміністративним поділом, чинним до 1976 року, терени парафії були складовою провінції Ештремадура. Належить до Лісабонського патріархату Католицької церкви. Патрон — святий Христофор. Площа — 0,0780 км². Населення — 1341 ос. (2011). Сильно урбанізований регіон. Густота населення — 17 192,31 осіб/км²
. Код — 110638.

## Географія

Райони Лісабона
Зони Лісабона

## Населення
| Кількість мешканців | Кількість мешканців | Кількість мешканців | Кількість мешканців | Кількість мешканців | Кількість мешканців | Кількість мешканців | Кількість мешканців | Кількість мешканців | Кількість мешканців | Кількість мешканців | Кількість мешканців | Кількість мешканців | Кількість мешканців | Кількість мешканців |
| ------------------- | ------------------- | ------------------- | ------------------- | ------------------- | ------------------- | ------------------- | ------------------- | ------------------- | ------------------- | ------------------- | ------------------- | ------------------- | ------------------- | ------------------- |
| 1864                | 1878                | 1890                | 1900                | 1911                | 1920                | 1930                | 1940                | 1950                | 1960                | 1970                | 1981                | 1991                | 2001                | 2011                |
| 3 156               | 3 895               | 4 447               | 5 815               | 7 049               | 6 672               | 7 017               | 6 892               | 5 980               | 5 202               | 3 688               | 3 211               | 2 442               | 1 612               | 1 341               |